# Walbaum (police de caractères)
Pour les articles homonymes, voir Walbaum.
Walbaum ou Walbaum Antiqua est un groupe de polices de caractères à empattements (sérif), nommé d’après le graveur, fondeur et créateur de caractères, Justus Erich Walbaum.

## Caractéristiques
Les Walbaum sont représentatives des lettres créées au début du XIXe siècle, où pleins et déliés sont fortement contrastés et les empattements filiformes. Les Walbaum constituent, avec les Didot et les Bodoni, le trio de tête des créations typographiques qui marquent durablement la période. 